# Niphona parallela
Niphona parallela är en skalbaggsart som först beskrevs av White 1858. Niphona parallela ingår i släktet Niphona och familjen långhorningar.
Artens utbredningsområde är:
- Laos.
- Myanmar.
- Taiwan.

Inga underarter finns listade i Catalogue of Life.